# Courteranges
Courteranges település Franciaországban, Aube megyében. Lakosainak száma 587 fő (2022. január 1.). Courteranges Laubressel, Lusigny-sur-Barse, Montaulin, Ruvigny és Thennelières községekkel határos.

## Népesség
A település népessége az elmúlt években az alábbi módon változott:
| Lakosok száma | 174  | 273  | 295  | 558  | 578  | 571  | 570  | 559  | 568  | 587  |
|               | 1968 | 1982 | 1990 | 2006 | 2013 | 2015 | 2017 | 2019 | 2020 | 2022 |